# الصراع بين إسرائيل وحزب العمال الكردستاني
تشير الصراع بين إسرائيل وحزب العمال الكردستاني إلى العلاقات بين إسرائيل وحزب العمال الكردستاني. التزم حزب العمال الكردستاني بموقف مناهض للصهيونية وعارض إسرائيل، كجزء من تعاليم عبد الله أوجلان. عندما كان مقر حزب العمال الكردستاني في وادي البقاع في الثمانينيات، اشتبك مع الجيش الإسرائيلي عدة مرات.

## خلفية
بدأت أيديولوجية حزب العمال الكردستاني كماركسية لينينية مع مزيج من قومية كردية. لدى الماركسيين اللينينيين تاريخ طويل من العداء تجاه الصهيونية. ومع ذلك، ستتحول أيديولوجية حزب العمال الكردستاني لاحقا إلى الكونفدرالية الديمقراطية، وهي أيديولوجية يسارية واشتراكية تحررية ومعادية للرأسمالية، وأممية تتعارض أيضا مع الصهيونية. تهدف الكونفدرالية الديمقراطية إلى استبدال إثنوقراطية والرأسمالية بمجالس إدارية ينتخبها السكان المحليون، مما يسمح للناس بالسيطرة المستقلة على أنفسهم مع ربط أنفسهم بالمجتمعات الأخرى عبر شبكة من المجالس الكونفدرالية. تأمل الكونفدرالية الديمقراطية أيضا في حل الأمم المتحدة. كثيرا ما صرح عبد الله أوجلان بموقفه المناهض للصهيونية وأدلى أيضا بتصريحات سلبية تجاه وجود إسرائيل. كما أدلى العديد من الأعضاء البارزين في حزب العمال الكردستاني، مثل مصطفى كاراسو ودوران كالكان وجميل بايق وهوليا أوران، بتصريحات سلبية تجاه الصهيونية وإسرائيل.

أكد مصطفى كاراسو موقف حزب العمال الكردستاني الرسمي بشأن إسرائيل الذي قال فيه، 
منذ ظهور حزب العمال الكردستاني، كنا ضد الصهيونية. قارنا الإبادة الجماعية للأكراد في تركيا بالصهيونية الإسرائيلية ونظام أبارتايد في جنوب إفريقيا. منذ تأسيسه، قاتل حمال العمال الكردستاني جنبا إلى جنب مع الفلسطينيين. في عام 1982، سقط 13 من كوادرنا في الكفاح ضد احتلال لبنان من قبل إسرائيل. شاركت الدولة الإسرائيلية أيضا في المؤامرة الدولية ضد عبد الله أوجلان، وقتلت أربعة من رفاقنا في برلين. لا شك أننا لن ننسى أبدا الدعم الذي قدمه الفلسطينيون للشعب الكردي في الثمانينيات. لطالما كان موقفنا تجاه الصهيونية أيديولوجيا. حتى اليوم، نقف إلى جانب الفلسطينيين وجميع أولئك الذين يقاتلون من أجل حل ديمقراطي في المنطقة.

## إشتباكات عسكرية
انتقل حزب العمال الكردستاني إلى وادي البقاع في لبنان بعد طرده من تركيا. دعم حافظ الأسد حزب العمال الكردستاني. تلقى مسلحو حزب العمال الكردستاني تدريبا في معسكرات منظمة التحرير التحرير، وشكلوا معسكراتهم الخاصة في وقت لاحق عندما كان هناك عدد كبير من مقاتلي حزب العمال الكردستاني المدربين الذين تعلموا التدريس أيضا. اندلعت حرب لبنان عام 1982، حيث قاتل حزب العمال الكردستاني إلى جانب منظمة التحرير الفلسطينية وأسالا ضد إسرائيل والميليشيات المسيحية المتحالفة معها. أمر حزب العمال الكردستاني جميع أفراده بالقتال ضد القوات الإسرائيلية، التي شنت غزوا في جنوب لبنان. قتل ما مجموعه 13 مقاتلا من حزب العمال الكردستاني خلال الحرب. في عام 1986، أنشأ حزب العمال الكردستاني أكاديمية معصوم كوركماز في وادي البقاع، والتي أصبحت أكبر معسكر تدريبي لهم. ظلت أكاديمية معصوم كوركماز معسكرا تدريبيا لمجندي حزب العمال الكردستاني حتى ضغطت تركيا على الحكومة السورية لإقناع حزب العمال الكردستاني بإغلاقها. انتقل حزب العمال الكردستاني إلى دمشق في عام 1992 وأعاد فتح معسكر التدريب. كان لقرار الجبهة الديمقراطية لتحرير فلسطين والجبهة الشعبية لتحرير فلسطين بإيواء حزب العمال الكردستاني في وادي البقاع تأثير كبير على أيديولوجية الجيل الأول من حزب العمال الكردستاني. في وادي البقاع، تحول حزب العمال الكردستاني من مجموعة مسلحة صغيرة إلى قوة حرب عصابات كبيرة. كان لدى مقاتلي حزب العمال الكردستاني أيضا إيمان أقوى بالمفهوم الماركسي، اخوة الشعوب، بسبب تجربتهم في وادي البقاع.
اعتقل الجيش الإسرائيلي 15 من مقاتلي حزب العمال الكردستاني وأخذهم إلى سجن إسرائيلي في مدينة أنصار المحتلة في لبنان. ذكر حزب العمال الكردستاني الاعتقالات في عدد يونيو 1984 من مجلته الرسمية، وعرض رسومات وشعر من المسلحين المسجونين، حيث رووا تجاربهم في التعرض للضرب من قبل المحققين الإسرائيليين، الذين أدلوا بتعليقات عنصرية على الأكراد. كما زعموا أن المحققين الإسرائيليين دعوا المحققين الأتراك إلى السجون وأساءوا معاملة أسرى حزب العمال الكردستاني.
بينما قاتلت منظمة التحرير الفلسطينية وحزب العمال الكردستاني والجيش الأرميني السري لتحرير أرمينيا ضد إسرائيل، سهلت منظمة التحرير الفلسطينية العلاقات بين حزب العمال الكردستاني والجيس الأرمني السري لتحرير أرمينيا. في 8 أبريل 1980، استضافت الجبهة الشعبية لتحرير فلسطين مؤتمرا صحفيا في صيدا، لبنان. قدمت الجبهة الشعبية للجبهة المتحدة 14 ممثلا من الجيس الأرمني السري لتحرير أرمينيا وحزب العمال الكردستاني، الذين أعلنوا عن خططهم لاستهداف تركيا "حتى يسقط النظام وتتحقق التطلعات الأرمنية والكردية". اعتبره كل من الجيس الأرمني السري لتحرير أرمينيا وحزب العمال الكردستاني تحالفا تكتيكيا مؤقتا وليس تحالفا طويل الأجل. نظرا لأن الأرمن لم يكن لديهم أراضي لاستخدامها في تركيا، فقد احتاجوا إلى الأكراد لمزيد من العمليات داخل تركيا، في حين أن الأكراد غالبا ما سعوا إلى التعلم من المسلحين الأرمن الأكبر سنا والأكثر خبرة. أجرى التحالف عددا من العمليات المشتركة ضد المصالح التركية. في وقت مبكر من 10 نوفمبر 1980، كان هناك قصف في القنصلية التركية في ستراسبورغ. في اليوم التالي، في روما، كان هناك تفجير آخر في مكتب سياحي تركي. ادعى تحالف حزب العمال الكردستاني والجيس الأرمني السري لتحرير أرمينيا كلا الهجومين. في 14 يناير 1982، أعلن التحالف مسؤوليته عن قصف القنصلية التركية في تورونتو. في عدد مارس 1982 من "هاي بيكار"، صرح قائد الجيس الأرمني السري لتحرير أرمينيا، هاكوب هاكوبيان، "نحن نقاتل جنبا إلى جنب مع الثوار الأكراد". تفكك التحالف بعد فترة وجيزة.
أبرمت إسرائيل اتفاقية تعاون بين الشرطة مع تركيا، استهدفت حزب العمال الكردستاني في إطار الحرب العالمية على الإرهاب. ومع ذلك، ادعت بعض المصادر أن إسرائيل كان لها دور أكبر في استهداف حزب العمال الكردستاني الذي لم يتم الإعلان عنه. ارتفعت التوترات بين تركيا وسوريا بسبب تورط إسرائيل في الحرب التركية على حزب العمال الكردستاني. أقنعت تركيا إسرائيل باستخدام نفوذها على الكونغرس الأمريكي للحصول على الدعم الأمريكي بشأن مسألة نشر صواريخ S-300 من قبل اليونان في قبرص، ولجعل الولايات المتحدة تتوقف عن انتقاد قمع تركيا للأكراد.
طالبت تركيا سوريا مرارا وتكرارا بقطع العلاقات مع حزب العمال الكردستاني، على الرغم من أن سوريا استمرت في دعم وإيواء حزب العمال الكردستاني. في عام 1998، بعد أن تجاهلت سوريا العديد من التحذيرات التركية، تم نشر القوات التركية على الحدود. كما هددت القوات الإسرائيلية الوجود السوري في لبنان وتم نشرها بالفعل على الحدود الإسرائيلية مع سوريا. نظرا لأن الحكومة السورية لم ترغب في خوض حرب على جانبين ضد جبهات الحلفاء، وقع حافظ الأسد اتفاقية أضنة في 20 أكتوبر، حيث قطع العلاقات مع حزب العمال الكردستاني وصنفها جماعة إرهابية. انتقل حزب العمال الكردستاني إلى جبال قنديل في عام 1998.
في جبال قنديل، أصبح حزب العمال الكردستاني أكثر تركيزا على تمرده ضد تركيا، وتمرده ضد إقليم كردستان الذي سيطر عليه الحزب الديمقراطي الكردستاني. أكد نتانياهو في وقت لاحق دعمه لدولة كردية مستقلة مع الحفاظ على معارضته لحزب العمال الكردستاني. ومع ذلك، صرح نتنياهو في وقت لاحق أنه يعارض كل من الاستقلال الكردي وحزب العمال الكردستاني.

## العلاقات
بدأ عبد الله أوجلان في وقت لاحق في عبور بلدان مختلفة، وفي 15 فبراير 1999، تم القبض عليه في كينيا في طريقه إلى مطار جومو كينياتا الدولي بعد عودته من السفارة اليونانية. تم اعتقاله من قبل جهاز الاستخبارات الوطنية ووكالة المخابرات المركزية، ويزعم أنه بمساعدة موساد. يقال إن وكالة المخابرات المركزية نقلته إلى جهاز الاستخبارات الوطنية، الذي نقله بالطائرة إلى تركيا للاعتقال والمحاكمة. اتهم دوران كالكان الولايات المتحدة والمملكة المتحدة وإسرائيل بالعمل معا للقبض على أوجلان.
بعد اعتقاله، دخلت حكومة اليونان فترة من الأزمة، وشهدت ثيودوروس بانغالوس وأليكوس بابادوبولوس وفيليبوس بيتسالنيكوس يستقيل من مناصبهم. زعم أيضا أن الكينيين حذروا بانغالوس من الاعتقال قبل أربعة أيام من حدوثه، على الرغم من أن بانغالوس أكد لهم أن أوجلان آمن.
أدى اعتقال أوجلان إلى فوضى في جميع أنحاء المجتمع الكردي والشتات، حيث نظموا احتجاجات أمام السفارات اليونانية والإسرائيلية في جميع أنحاء العالم أدانت اعتقاله. حاولت مجموعة من الأكراد المدعمين ل PKK مهاجمة القنصلية الإسرائيلية في برلين انتقاما. قتل الحراس الإسرائيليون 3 من الأكراد وأصابوا 16 منهم. هددت السلطات الألمانية الأكراد في ألمانيا بالترحيل إذا واصلوا الاحتجاجات. كان هذا الهجوم هو الذي دفع إسرائيل إلى زيادة الأمن على جميع سفاراتها وقنصلياتها.
يزعم أن السياسي الإسرائيلي أفيغادور ليبرمان أوصى بأن تتمكن إسرائيل من إقامة علاقات مع حزب العمال الكردستاني وتسليحهم وتمويلهم. رفضها حزب العمال الكردستاني وكرر معارضته لإسرائيل. كما طالب زعيم حزب العمال الكردستاني الجديد، مراد كارايلان، إسرائيل بالاعتذار عن تورطها المزعوم في القبض على عبد الله أوجلان.
في عام 2017، دعمت إسرائيل علنا دولة كردية مستقلة، وفي الوقت نفسه أدانت حزب العمال الكردستاني. في عام 2017 أيضا، ذكر بنيامين نتنياهو أن إسرائيل ترفض حزب العمال الكردستاني وتعتبره منظمة إرهابية، ودعا رجب طيب أردوغان إلى رد الخدمة من خلال اعتبار حماس منظمة إرهابية. أدان مصطفى كاراسو، زعيم حزب العمال الكردستاني، اعتراف الولايات المتحدة بالقدس عاصمة لإسرائيل، وقال إن القدس لا يمكن أن تكون مدينة يهودية، ولكن يجب أن تكون مدينة ذات وضع خاص تحترم فيه جميع الأديان الإبراهيمية الثلاث. في مايو 2018، بعد أن غيرت إسرائيل عاصمتها من تل أبيب إلى القدس، وقعت احتجاجات على حدود غزة، قتلت فيها القوات الإسرائيلية العديد من الفلسطينيين. أدان حزب العمال الكردستاني، إلى جانب حزب الشعوب الديمقراطي، عمليات القتل ودعا إلى وضع حد لاستخدام العنف. انتقد حزب الشعوب الديمقراطي تحالف حزب العدالة والتنمية وحزب الحركة القومية الحاكم لرفضه اقتراح حزب الشعوب الديمقراطي بحكومة تركيا لقطع العلاقات مع إسرائيل.
فيما يتعلق بالصراع الإسرائيلي الفلسطيني، ذكر مراد كارايلان أنه يدعم كل ما ينهيه، حتى لو كان حل الدولتين. كما ادعى أن الكونفدرالية الديمقراطية يمكن أن تحل الصراع وكذلك العديد من الصراعات في الشرق الأوسط بأكمله. صرح دوران كالكان أنه يدعم الكونفدرالية الديمقراطية لحل النزاع، وليس حل الدولة الواحدة أو الدولتين. كما أعرب عن اعتقاده بأن الكونفدرالية الديمقراطية هي الخيار الأفضل للشرق الأوسط بأكمله.
في أواخر عام 2022، تم بناء مستوطنة في عفرين، وهي مدينة تحتلها تركيا، كانت تحت سيطرة قوات سوريا الديمقراطية سابقا. تم بناء المستوطنة لإيواء الفلسطينيين، وشملت 75 مجمعا سكنيا لإيواء 220 أسرة، تم بناؤها في منطقة جنديرس. أثار الكثير من الانتقادات من الأكراد السوريين، وخاصة مؤيدي وحدات حماية الشعب، وهي مجموعة متحالفة مع حزب العمال الكردستاني الذي يدعم الفلسطينيون. صرح رياض المالكي، وزير خارجية السلطة الوطنية الفلسطينية: "نحن نرفض استيطان أي فلسطيني في عفرين والمناطق الكردية الأخرى". كما قال إن فلسطين بريئة من الاستيطان، وأنهم ضد أي شيء يضطهد الأكراد وأرضهم. تم اكتشاف لاحقا أن بنكا إسرائيليا كان يساعد في تمويل مستوطنة الفلسطينيين في عفرين.

في عام 2023، قارن دوران كالكان إسرائيل بتركيا. قال،
بعد ثلاث سنوات من الحرب العالمية الأولى، تأسست تركيا، والتي حاول من خلالها النظام الإمبريالي الرأسمالي السيطرة على الشرق الأوسط. بعد ثلاث سنوات من الحرب العالمية الثانية، تأسست إسرائيل، مرة أخرى تحت قيادة بريطانيا، وتم تضمين إسرائيل في حرب الهيمنة التي شنت في المنطقة.
ثم قال إن إسرائيل وتركيا تتعاونان "على أساس تفاهم وسياسات عنصرية وشوفينية وإبادة جماعية". نفى كالكان التوتر السياسي الإسرائيلي التركي بقوله "في بعض الأحيان يبدو أن هناك تناقضا وصراعا بين الدولتين الإسرائيلية والتركية، ولكن هذه لعبة يلعبونها لإخفاء الواقع وخداع الشعب". وذكر أن إسرائيل تلعب دورا نشطا في الصراع الكردي التركي "لأن القومية اليهودية تعتبر كردستان جزء من إسرائيل الكبرى". أكد انه معادي للصهيونية ولكن نفى أنه معادي للسامية.
في رد فعل على موقف رجب طيب أردوغان المؤيد لفلسطين خلال حرب إسرائيل وفلسطين عام 2023، وصف مراد كارايلان أردوغان بأنه "شخصية تخدم نفسها"، وادعى أيضا أن أردوغان سيدعم أي شخص طالما أنه يفيده. ودعا الفلسطينيين إلى عدم تصديق أردوغان، مشيرا إلى أنه "رجل أعمال. إنه يلعب كلا الجانبين. عندما يناسبه، فهو مع إسرائيل، وعندما يناسبه، فهو مع فلسطين." ادعى كارايلان أن التحولات السياسية المتكررة لأردوغان كانت بسبب عدم الإخلاص، وعدم الالتزام بنفس المبادئ الإسلامية التي بشر بها، والأنانية والانتهازية بشكل عام.

## انظر ايضا
- صراع حزب الله وإسرائيل